# Атлантик (окръг)
Вижте пояснителната страница за други значения на Атлантик.
Атлантик (на английски: Atlantic County в превод Атлантически) е окръг в щата Ню Джърси, САЩ. Окръг Атлантик е с население от 252 552 жители (2000 г.) и обща площ от 1739 км² (671 мили²). Основан е през 1837 г. Мейс Лендинг е окръжният център на окръга.

## Градове
- Абсикън
- Атлантик Сити
- Вентнър Сити
- Ег Харбър Сити
- Линуд
- Маргейт Сити
- Нортфийлд
- Плезантвил
- Порт Рипъблик
- Съмърс Пойнт

## Градчета
- Хемънтън